# Nipponochalcidia
Nipponochalcidia är ett släkte av steklar. Nipponochalcidia ingår i familjen bredlårsteklar.
Kladogram enligt Catalogue of Life:
| Nipponochalcidia | \| \| Nipponochalcidia hexcarinata \| \| \| \| \| \| Nipponochalcidia kajimurai \| \| \| \| \| \| Nipponochalcidia tokyoensis \| \| \| \| |
|                  | \| \| Nipponochalcidia hexcarinata \| \| \| \| \| \| Nipponochalcidia kajimurai \| \| \| \| \| \| Nipponochalcidia tokyoensis \| \| \| \| |
|                  | Nipponochalcidia hexcarinata |
|                  | |
|                  | Nipponochalcidia kajimurai |
|                  | |
|                  | Nipponochalcidia tokyoensis |
|                  | |